# Steenstraat (Nijmegen)
De Steenstraat is een straat in de wijk Benedenstad van de Nederlandse stad Nijmegen. De straat ligt dicht aan de Waalkade en loopt ook achter het Holland Casino. 

## Traject
De Steenstraat begint als zijstraat van de Grotestraat en komt uit op  Vleeshouwerstraat, waar de straat ook parallel aan loopt. De Steenstraat kruist enkele kleine steegjes, Hanengas en Mussengas.

## Geschiedenis
De Steenstraat wordt voor het eerst vermeld in 1307. De naam werd in deze tijd vaker gebruikt voor straten, toen besteende straten nog niet de gewone norm waren. 
In de 18e eeuw werd de naam geschreven als Steen Straat.
In het kader van het Groene Balkon-plan is er na de Tweede Wereldoorlog veel van de oorspronkelijke verbouwing aan de Steenstraat verdwenen. De straat zelf is tijdens de wederopbouw niet echt verlegd, wat met de meeste straten hier in de omgeving (voor zover deze überhaupt zijn behouden) wel is gebeurd. De kruising met de Vleeshouwerstraat lag voorheen meer dan 50 meter westelijker.

## Monumenten
Aan de Steenstraat staan drie rijksmomunentale panden, waaronder het Besiendershuis en Brouwershuis. Ook het woonhuis aan Steenstraat 13 is een rijksmonument.